# 解禁!(秘)ストーリー 〜知られざる真実〜
『解禁!㊙ストーリー 〜知られざる真実〜』（かいきん! まるひストーリー しられざるしんじつ）は、TBS系列で、2010年10月19日から2011年3月1日まで、毎週火曜日の21:00 - 21:54（JST）に放送されたドキュメンタリー・教養番組。ハイビジョン制作。サブタイトルおよび英題は「The Secret Story is Lifted!」
初回と最終回は2時間の拡大版として、22:48まで放送した。

## 概要
テレビ放送開始後から約60年間で数多く取り上げられ、「90%が周知の事実」だとされている事件や出来事の裏側に隠された「10%の真実」にスポットを当て、本当の思い・理由・人間関係など、今だからこそ語れる真実が詰まっている大舞台の裏側で何があったのか、テレビの財産である「資料映像」を入り口にして未だテレビが伝え切れていない『10%の真実』を徹底追究していく。
初回の視聴率は10.1%だったが、以後は時間帯最下位に定着するなど苦戦を強いられていた。2011年3月1日放送の拡大スペシャル（21:00 - 22:48）をもって終了した。
後番組は、ブラックマヨネーズが司会を務める『ブラマヨ衝撃ファイル 世界のコワ〜イ女たち』が2011年4月12日より放送されていたか、2012年3月13日に終了。（スタッフも一部携わっていた）。

## 出演者
ストーリーテラー (司会)
- 堺正章

「ストーリーテラー」というのは、番組公式サイト上での紹介であり、実際は毎回、堺の楽屋などでスタッフがインタビュー形式にて、その日に取り上げる人物や内容についてのトークをする模様でのみの登場であった。ただ最終回では、番組の進行役に徹した最初で最後の「ストーリーテラー」として登場した。
ナレーター
- 小倉久寛

## 番組内容
- アイドルの知られざる真実（2010年10月19日放送、初回2時間スペシャル）
  - ピンク・レディー、岡田有希子、小柳ルミ子・天地真理、美空ひばり・森昌子
- 人気ドラマの真実（2010年10月26日放送）
  - 橋田壽賀子（おしん・春日局・渡る世間は鬼ばかり）、南野陽子（スケバン刑事II 少女鉄仮面伝説）
- 女性アスリート衝撃の告白（2010年11月2日放送）
  - クルム伊達公子（テニス）、岩崎恭子（水泳）
- 本田美奈子.知られざる絆（福山雅治・加山雄三、そして母･･･） 悲劇から5年目の遺言･･･（2010年11月9日放送）
  - インタビュー：加山雄三、福山雅治、南野陽子、岸谷五朗、YU-KI（TRF）、坂本冬美、岸田敏志、服部克久 ほか
- 伝説の記者会見に隠された真実（2010年11月16日放送）
  - 逸見政孝（自身のガン告白会見）、小渕恵三（新元号『平成』発表会見）、美空ひばり（人生最後の記者会見）

インタビュー：井上公造、IKKO、逸見愛、逸見太郎、小渕優子、秋元康ほか
- 大ヒット曲に隠された真実第1弾（2010年11月23日放送）
  - 中森明菜（DESIRE 衣装に込めた“執念”）、海援隊（母に捧げるバラード 名セリフを生んだ感動秘話）、山口百恵（秋桜「この歌は歌えない･･･」その理由）
- 大ヒット曲に隠された真実第2弾と市川海老蔵緊急会見（2010年12月7日放送）
  - 放送直前に行われた海老蔵の緊急会見の模様を番組開始時から21時20分頃まで放送した。このため実際に放送されたのは、AKB48「桜の栞」の秘話と植村花菜「トイレの神様」の秘話のみとなり、ピンク・レディー幻の「サウスポー」は、12月14日に放送され、久保田早紀「異邦人」の秘話[4]は、年明けに放送されることとなった。
- 日本レコード大賞受賞者たちの真実（2010年12月14日放送）
  - 第24回日本レコード大賞・大賞（1982年） - 細川たかし「北酒場」あの大物ゲストのサプライズに･･･大号泣（萩本欽一、細川たかしの人気と北酒場がヒットするきっかけとなった「欽ちゃんのどこまでやるの!?」（テレビ朝日）秘話）
  - 第21回日本レコード大賞・大賞（1979年） - ジュディ・オング「魅せられて」レコ大史上初!ライバルがエスコート（西城秀樹、ジュディ･オングをエスコートをした理由）
  - 第47回日本レコード大賞・大賞（2005年） - 倖田來未「Butterfly」レコ大史上最強!セクシーアーティスト
  - 第14回日本レコード大賞・作曲賞（1972年） - 山本リンダ「どうにもとまらない」元祖セクシーアーティスト
  - 第16回日本レコード大賞・新人賞（1974年） - 城みちる「イルカにのった少年」受賞者は今･･･、あれから36年･･･　
  - 第21回日本レコード大賞・最優秀新人賞（1979年） - 桑江知子「私のハートはストップモーション」受賞者は今･･･、あれから31年･･･
  - 第22回日本レコード大賞・大賞（1980年） - 八代亜紀「雨の慕情」演歌の女王がレコード大賞獲得に執念を燃やした舞台裏
  - ピンク・レディー幻の「サウスポー」封印された日･･･その時何が?（12月7日に放送できなかったため）
  - 第51回日本レコード大賞・大賞（2009年） - EXILE「Someday」EXILE ATSUSHIの涙…、第52回日本レコード大賞で3連覇なるか?
- 家族の中にある知られざる真実（2011年1月18日放送）
  - 伝説のドラマ積木くずし俳優・穂積隆信一家の転落人生-インタビュー：穂積隆信、穂積由香里（当時のVTRから）
  - 借金…麻薬勝新太郎の破天荒伝説 妻・中村玉緒の苦悩…

## エンディング曲
- 松田聖子「SWEET MEMORIES 2010」

## スタッフ
- ナレーション：小倉久寛
- 監修：秋元康
- 総合構成：古井知克
- 構成：山名宏和、内堀隆史、松原竜、吉田豪/尾首大樹、本松エリ/伊藤滋之
- リサーチ：坂本茜、八坂よし子、谷田彰吾、若林淑子、オフィス・トゥー・ワン、フルタイム
- TM：金澤健一
- カメラ：高橋秀和
- 音声：磯崎雄介、吉原大雅、渡辺州美雄、岩田茂樹、佐藤修
- 美術プロデューサー：アズマリツ
- 美術制作：与田滋
- 装置：尻無浜宏人
- 小道具：川原栄一
- 持道具：貞中照美
- 衣裳：横尾毅
- メイク：アートメイクトキ
- CG：鈴木千夏、持田学
- TK：伊藤佳加
- ビジュアルクリエーター：薗部健
- 編集：安達憲一、山本研
- MA：久保田隆
- 選曲：井田栄司
- 編成：畠山渉
- 宣伝：小山陽介
- AD：佐藤江美、竹田宗嗣、堤りか、永田周平、宮下雅俊、青木俊司、木村圭一、増田祐介、富永祐規、深澤由香、江藤祐太、宮下雅俊、柏原帆奈美、坂東真琴、落合里江子、田口亮、千葉朋絵
- デスク：大島史子、池田仁子
- AP：小池由起、中村奈穂
- ディレクター：（※週替り）木梨有紀、小澤博之、荒井かおり、舟木商策、工藤渉、西村佳子、三富千尋、佐藤孝道、斎藤雅美、大矢慎吾、平元克二、田口悦子、尾崎啓一郎、大坂倫代、近藤利明、照井有、土屋、上田淳、中谷徳秀、山本保博、鶴巻日出雄
- 演出：（※週替り）笠原裕明、河野亮、和田好充
- プロデューサー：大久保徳宏、世良田光/（※週替り）大野勝彦、北條とも子、千葉隆弥、齋藤智札、稲垣吉昭、海老沢寛、石坂久美男、和久勤、桑原一仁
- 演出・プロデューサー：高橋務
- 総合演出：田中経一、飯田晃嘉
- 企画・チーフプロデューサー：菊野浩樹
- 音楽協力：ザナス
- 協力：日本音楽事業者協会
- 技術協力：東通/（※週替り）プロカム、ティ・ピー・ブレーン、ファーストハンド、EAT、権四郎、山本啓太、ヴイ・ビジョンスタジオ、ビデオフォーカス
- 制作協力：（※週替り）NET WEB、ジッピープロダクション、ダイナマイトレボリューションカンパニー、TBS-V、近代映画協会　他
- 製作著作：TBS